# Alfonso de Portago
Alfonso Antonio Vicente Eduardo Angel Blas Francisco de Borja Cabeza de Vaca y Leighton, Marqués de Portago, també anomenat Alfonso de Portago (Londres, 1 d'octubre de 1928 - Guidizzolo, Itàlia, 12 de maig de 1957) va ser un pilot de curses automobilístiques espanyol que va arribar a disputar curses de Fórmula 1.
Alfonso de Portago va néixer l'11 d'octubre del 1928 a Londres, Anglaterra i va morir el 12 de maig del 1957 en un accident automobilístic quan disputava una cursa prop de Guidizzolo, a Màntua (Itàlia). Era per naixement un aristòcrata proper a la família reial espanyola, poliglot i seductor i va viure una vida plena d'aventures, esport de risc i conquestes amoroses. Per la seva vida de latin lover va esdevenir un mite mediàtic avant la lettre.
Fora de l'F1, el 1956 va prendre part en els Jocs Olímpics d'Hivern de Cortina d'Ampezzo, on va disputar dues proves del programa de bobsleigh. Fou quart en la prova de bobs a dos i novè en la de bobs a quatre. El 1957 va guanyar una medalla de bronze en el Campionat del Món de bobsleigh.

## A l'F1
Va debutar a la cinquena cursa de la temporada 1956 (la setena temporada de la història) del campionat del món de la Fórmula 1, disputant l'1 de juliol del 1956 el GP de França al Circuit de Reims-Gueux.
Alfonso de Portago va participar en un total de cinc curses puntuables pel campionat de l'F1, disputades en dues temporades diferents, 1956 i 1957, aconseguint un segon lloc com a millor resultat.

## Resultats a la Fórmula 1
| Any  | Equip            | Xassís  | Motor   | 1      | 2   | 3   | 4   | 5       | 6      | 7       | 8       | Posició | Punts |
| ---- | ---------------- | ------- | ------- | ------ | --- | --- | --- | ------- | ------ | ------- | ------- | ------- | ----- |
| 1956 | Scuderia Ferrari | Ferrari | Ferrari | ARG    | MON | 500 | BEL | FRA Ret | GBR 2* | ALE Ret | ITA Ret | 15è     | 3     |
| 1957 | Scuderia Ferrari | Ferrari | Ferrari | ARG 5* | MON | 500 | FRA | GBR     | ALE    | PES     | ITA     | 20è     | 1     |

(*) Cotxe compartit.

### Resum
| Curses: | Victòries: | Pòdiums: | Poles: | Voltes ràpides: | Punts: |
| ------- | ---------- | -------- | ------ | --------------- | ------ |
| 5       | 0          | 1        | 0      | 0               | 4      |